# Alcaide (Fundão)
Alcaide is een plaats (freguesia) in de Portugese gemeente Fundão en telt 764 inwoners (2001).

## Geboren in Alcaide
- João Franco (1855-1929), politicus